# Meine Nacht bei Maud
Meine Nacht bei Maud (Originaltitel: Ma nuit chez Maud) ist ein französischer Spielfilm aus dem Jahr 1969 und der dritte Teil der Reihe Sechs moralische Erzählungen von Éric Rohmer (nach dem Zeitpunkt der Entstehung der Filme war es der vierte Teil).
Der dialogreiche Film behandelt die gegensätzlichen Standpunkte eines katholisch geprägten Ingenieurs und einer liberalen Frau zu Themen der Religion und der Liebe. Die religiösen Themen beziehen sich auf die Schriften von Blaise Pascal und sind inspiriert von einem Gespräch zwischen Brice Parain und dem Dominikaner Dominique Dubarle, das Rohmer 1965 für das französische Schulfernsehen aufgenommen hat.

## Handlung
Der Film spielt in Clermont-Ferrand wenige Tage vor Weihnachten. Der junge Ingenieur Jean-Louis, der kurz zuvor aus dem Ausland zurückgekehrt ist, bemerkt beim Besuch eines katholischen Gottesdienstes eine schöne junge, blonde Frau namens Françoise und beschließt, dass sie seine Frau werden soll.
Er trifft seinen alten Freund Vidal wieder. Der überzeugte Kommunist lädt ihn zu einem Abendessen bei seiner geschiedenen Freundin Maud ein. Sie verbringen den Abend mit langen Diskussionen über Ehe, Moral und, ausgehend von der Pascalschen Wette, über Religion.
Nachdem Vidal sich verabschiedet hat und Jean-Louis, wenn auch zunächst widerstrebend, noch geblieben ist, wendet sich die Diskussion den Themen Treue und Verführung zu. Schließlich bietet die dunkelhaarige, verführerische Maud Jean-Louis an, bei ihr zu übernachten, auf platonischer Basis. Er nimmt das Angebot an, bleibt jedoch im Gegensatz zu Maud völlig bekleidet, als er unter ihre Bettdecke schlüpft.
Am nächsten Tag begegnet Jean-Louis Françoise zufällig zweimal, am Morgen und am späten Abend, und tatsächlich kann er ihre Liebe innerhalb weniger Tage gewinnen. In der Stadt treffen sie auf Vidal, und in der Folge beichtet Françoise, dass sie bis vor kurzem ein Verhältnis mit einem Mann gehabt habe, aber, keine Sorge, Vidal sei es nicht gewesen. Jean-Louis seinerseits sagt ihr, dass er an dem Morgen, als er sie ansprach, gerade von einer Frau kam. Beide vereinbaren Stillschweigen über ihre Vergangenheit.
Fünf Jahre später. Jean-Louis und Françoise sind verheiratet und haben einen Sohn. An einem Strand in der Bretagne kommt es zu einem zufälligen Wiedersehen mit Maud. In Andeutungen erzählt sie Jean-Louis, woher sie Françoise kenne. Als er wieder bei seiner Frau und seinem Sohn steht, sieht er sich veranlasst, Françoise sein Gespräch mit Maud zu erklären: Sie sei es gewesen, von der er an jenem Morgen damals in Clermont-Ferrand gekommen sei. Und erst jetzt, in diesem Moment, so jedenfalls Jean-Louis‘ Off-Kommentar, versteht er die Andeutungen Mauds: Françoise war die Geliebte ihres Ex-Ehemannes gewesen.
Françoise weist ihn darauf hin, dass sie nie wieder davon sprechen wollten. Mit ihrem kleinen Sohn laufen sie zum Baden ans Meer.

## Hintergrund
Die weiteren Filme des Zyklus sind der Kurzfilm Die Bäckerin von Monceau (1962) sowie die Spielfilme Die Karriere von Suzanne (1963), Die Sammlerin (1967), Claires Knie (1970) und Die Liebe am Nachmittag (1972).

## Kritiken
„Distanziert und subtil gestalteter, in ruhigem Bildrhythmus entwickelter Dialogfilm aus dem Zyklus der ‚moralischen Geschichten‘“, befand das Lexikon des internationalen Films. Es handle sich um „[e]ine anregende, auf hohem intellektuellem Niveau angesiedelte Auseinandersetzung mit Moral und Ethik in den Beziehungen der Menschen“. Das Fazit des Evangelischen Filmbeobachters lautete: „Ein geistvoll gemachter Film, gerade in seiner kühl distanzierten Betrachtungsweise anregend zu Gedanken und Gesprächen über den Wert von Moralprinzipien und verschiedene Aspekte der Liebe. Erwachsenen zu empfehlen.“

## Auszeichnungen
Internationale Filmfestspiele von Cannes 1969
- nominiert für die Goldene Palme

Academy Award
- 1970: nominiert in der Kategorie Bester fremdsprachiger Film
- 1971: nominiert in der Kategorie Bestes Originaldrehbuch für Eric Rohmer

National Society of Film Critics Award
- 1970: Beste Kamera für Néstor Almendros
- 1971: Bestes Drehbuch für Eric Rohmer

New York Film Critics Circle Award 1970
- Bestes Drehbuch für Eric Rohmer

Association Française de la Critique de Cinéma 1970
- Prix Méliès (Bester Film)